# Муньос, Хосе (футболист)
Хосе Антонио Муньос Рикельме (исп. Jose Antonio Muñoz Riquelme; родился 15 января 1993 года) — панамский футболист, полузащитник клуба «Альянса» и сборной Панамы.

## Клубная карьера
Муньос начал карьеру в клубе «Сан-Франсиско». 11 августа 2012 года в матче против «Пласа Амадор» он дебютировал в чемпионате Панамы. Летом 2013 года Хосе перешёл в «Чепо». 27 июля в матче против «Рио Абахо» он дебютировал за новую команду. 6 апреля 2014 года в поединке против «Спортинг Сан-Мигелито» Муньос забил свой первый гол за «Чепо».
Летом 2014 года Хосе перешёл в столичную «Альянсу». 3 августа в матче против «Атлетико Чирики» он дебютировал за новый клуб. 24 августа в поединке против «Спортинг Сан-Мигелито» Муньос забил свой первый гол за «Альянсу».

## Международная карьера
В 2013 году в составе молодёжной сборной Панамы Муньос принял участие в молодёжном чемпионате КОНКАКАФ. На турнире он сыграл в матче против команды Сальвадора, Пуэрто-Рико и Ямайки. В поединках против сальвадорцев, Хосе забил гол.
В 2015 году Муньос в составе олимпийской сборной принял участие Панамериканских играх в Канаде. На турнире он сыграл в матчах против Перу, Канады, Мексики и дважды Бразилии.
16 марта 2016 года в товарищеском матче против сборной Никарагуа Муньос дебютировал за сборную Панамы.